# Ruud Hesp
Rudolfus Hubertus (Ruud) Hesp (Bussum, 31 oktober 1965) is een Nederlands voormalig profvoetballer en huidig keeperstrainer, die speelde als doelman. Hij is de oudere broer van Danny Hesp.

## Clubcarrière
Op vijftienjarige leeftijd werd Hesp doelman van het eerste team van zijn jeugdclub FC Abcoude waar hij getraind werd door Piet Schrijvers. Hesp begon zijn profloopbaan als tweede keeper van HFC Haarlem. In 1987 stapte hij over naar Fortuna Sittard, waar hij zeven seizoenen speelde. Daarna ging hij naar Roda JC waarmee hij in 1997 de KNVB beker won door in de finale sc Heerenveen met 4-2 te verslaan. In 1997 vertrok hij naar FC Barcelona, waar Louis van Gaal trainer was geworden. Hier won hij de concurrentiestrijd met Vítor Baía en was 2,5 seizoen eerste keeper van de topclub. In zijn derde seizoen in Barcelona moest hij steeds vaker zijn plaats afstaan aan de jeugdige Francesc Arnau. Hij sloot vervolgens zijn loopbaan af bij Fortuna Sittard, waar hij nog twee seizoenen speelde. Hij speelde 504 competitiewedstrijden in het betaalde voetbal.

## Nederlands elftal
Alhoewel Hesp nooit echt een officiële interland voor het Nederlands voetbalelftal speelde, maakte hij als derde doelman wel deel uit van de selecties voor Euro 1996 en het WK 1998. De enige wedstrijd die hij speelde voor het Nederlands elftal was op 24 mei 1998 in de voorbereiding op het WK van 1998. Het Nederlands elftal speelde een oefenwedstrijd tegen FC Lausanne-Sport in Zwitserland (uitslag 4-1 voor Oranje). Hesp startte in de basis en werd in de rust gewisseld voor Ed de Goey. In 1989 speelde hij ook eenmaal in het Nederlands B-voetbalelftal.

## Trainersloopbaan
Tot en met het seizoen 2006/07 was Hesp team-manager en keeperstrainer bij Roda JC. In juli 2007 stapte hij over van Roda JC naar FC Groningen, waar hij de rol als keeperstrainer ging vervullen.  Daarnaast was hij keeperstrainer van Oranje geweest onder bondscoach Van Marwijk. Van 2013 tot 2020 was hij keeperstrainer bij PSV. Sinds juli 2021 is Hesp de keeperstrainer bij SC Heerenveen.

## Clubstatistieken
| Seizoen | Team            | Competitie       | Duels | Goals |
| ------- | --------------- | ---------------- | ----- | ----- |
| 1983/84 | HFC Haarlem     | Eredivisie       | 0     | 0     |
| 1984/85 | HFC Haarlem     | Eredivisie       | 0     | 0     |
| 1985/86 | HFC Haarlem     | Eredivisie       | 2     | 0     |
| 1986/87 | HFC Haarlem     | Eredivisie       | 0     | 0     |
| 1987/88 | Fortuna Sittard | Eredivisie       | 34    | 0     |
| 1988/89 | Fortuna Sittard | Eredivisie       | 34    | 0     |
| 1989/90 | Fortuna Sittard | Eredivisie       | 34    | 0     |
| 1990/91 | Fortuna Sittard | Eredivisie       | 34    | 0     |
| 1991/92 | Fortuna Sittard | Eredivisie       | 34    | 0     |
| 1992/93 | Fortuna Sittard | Eredivisie       | 34    | 0     |
| 1993/94 | Fortuna Sittard | Eerste divisie   | 34    | 0     |
| 1994/95 | Roda JC         | Eredivisie       | 34    | 0     |
| 1995/96 | Roda JC         | Eredivisie       | 34    | 0     |
| 1996/97 | Roda JC         | Eredivisie       | 34    | 0     |
| 1997/98 | FC Barcelona    | Primera División | 36    | 0     |
| 1998/99 | FC Barcelona    | Primera División | 37    | 0     |
| 1999/00 | FC Barcelona    | Primera División | 27    | 0     |
| 2000/01 | Fortuna Sittard | Eredivisie       | 29    | 0     |
| 2001/02 | Fortuna Sittard | Eredivisie       | 33    | 0     |
| Totaal  | Totaal          | Totaal           | 504   | 0     |

## Erelijst
Roda JC
- KNVB beker: 1996/97

 FC Barcelona
- Primera División: 1997/98, 1998/99
- Copa del Rey: 1997/98
- UEFA Super Cup: 1997

Individuele prijzen:
- Nederlands keeper van het jaar: 1989